# Communale oö
Die communale oö ist eines von zwei Ausstellungs- bzw. Veranstaltungsformaten des Landes Oberösterreich. Das regionale Kunst- und Kulturfestival löste 2022 gemeinsam mit der OÖ KulturEXPO die Oberösterreichische Landesausstellung ab und findet in unregelmäßigen Abständen statt. Die communale oö wird von der Abteilung Kultur des Amtes der OÖ. Landesregierung und der OÖ Landes-Kultur GmbH organisiert.

## Konzept
Zeitgenössische Kulturarbeit trifft bei der communale oö auf historische Themen und holt diese ins Heute. Regionale, nationale und internationale Kunst- bzw. Kulturschaffender und Wissenschaftler bringen Thema, Ort und Menschen in unterschiedlichsten Formaten zusammen.
Die communale oö gliedert sich in vier Bereiche:
- Die communale AUSSTELLUNG wird von der OÖ Landes-Kultur GmbH konzipiert. Dabei handelt es sich um die Hauptausstellung des Formats. Inhaltlich bezieht sie sich immer auf den Ausstellungsort selbst, wobei zeitgenössische Kunst- und Kulturprojekte im Fokus stehen.
- Die communale SPHÄRE ist ein neues multidisziplinäres Format. Der Fokus liegt auf „Zwischenräumen“ – auf dem Übergang von Alltags- zu Kunsträumen, der mittels Performances und installativen Kunstformaten erreicht wird.
- Beim communale CAMPUS handelt es sich um Community-Building-Projekte aus verschiedenen kulturellen Sparten und wissenschaftlichen Disziplinen, die das Gemeinschaftsgefühl auf kommunaler Ebene stärken, sowie gesellschaftliches Lernen und politische Bildung fördern sollen.
- Mit der communale REGIONAL wird örtliches und regionales künstlerisches Schaffen in den Mittelpunkt gerückt. Von der Bildenden Kunst über Konzerte, Literatur und Performances sind zahlreiche Disziplinen vertreten.

## Themen

### communale oö 2022: „Identität“
Die communale oö feierte am 1. Juli 2022 in Eferding Premiere. Unter dem Motto „Identität“ schloss sich das Land Oberösterreich den Feierlichkeiten rund um das 800-jährige Stadtjubiläum Eferdings an. Die communale Ausstellung mit dem Titel „Das Wir im Ich. Bauernkrieg und Bilderkosmos.“ war in Schloss Starhemberg verortet. Dafür wurden bislang kaum erschlossene Räume im Erdgeschoß des Schlosses für die Besucher zugänglich gemacht. Darüber hinaus wurden im Rahmen des Projekts „Identität und Repräsentation“ mehrere Tausend historische Carte de Visite-Fotografien von einem wissenschaftlichen Team bearbeitet. Rund 50 Veranstaltungen sowie zeitgenössische Kunst- und Kulturprojekte konnten im Rahmen der communale oö besucht werden. Bespielt wurden neben dem Schloss Starhemberg unter anderem der Stadtplatz Eferding, die evangelische Kirche sowie die Spitalskirche, der Stuckwirt sowie mehrere Leerstände und öffentliche Plätze. Bis 15. November besuchten rund 13.000 Menschen die erste communale oö.

### communale oö 2023: „Kosmos. Neue Welten.“
In Peuerbach fand von 30. Mai bis 25. Oktober die zweite communale oö „Kosmos. Neue Welten.“ statt. Sie rückte den bekannten Astronomen Georg von Peuerbach anlässlich seines 600. Geburtstages in den Mittelpunkt. Die communale Ausstellung in Schloss Peuerbach spannte, ausgehend von den wissenschaftlichen Errungenschaften Georgs von Peuerbach, einen Bogen über die Entwicklung der Astronomie und Raumfahrt. Ebenfalls Teil der Ausstellung war der von Manfred und Billa Hebenstreit konzipierte KOMETOR: ein begehbarer Fünfeck-Körper/Dodekaeder mit einer Erlebniswelt auf zwei Ebenen. Besondere Highlights der communale oö waren unter anderem das Training „Ready for Space“ für die Expedition AMADEE-24 des Österreichischen Weltraum Forums (ÖWF) sowie die Konzertreihe „Cosmic Sound in Park“. Mehr als 20.000 Besucher haben die 116 Veranstaltungen, Projekte, Vermittlungsprogramme und die communale Ausstellung besucht. Die communale oö 2023 hatte auch einen nachhaltigen Nutzen: Die Ausstellung im Schloss Peuerbach wurde in eine Dauerausstellung umgebaut und im Frühjahr 2024 wieder eröffnet.

### communale oö 2026: „Bauernaufstände“ (Arbeitstitel)
Die dritte communale oö soll 2026 anlässlich des 400-jährigen Gedenkens an die Oberösterreichischen Bauernkriege in Linz und an weiteren Orten mit Bezug zu den Bauernaufständen stattfinden.